# Киянка (приток Белоуса)
Киянка (укр. Киянка) — правый приток Белоуса, протекающий по Черниговскому району (Черниговская область, Украина).

## География
Длина — 8 км. Река берёт начало в селе Зайцы. Река течёт на юго-восток. Впадает в Белоус непосредственно западнее села Гущин (Черниговский район).
Русло слабо-извилистое, пересыхает. В верхнем течении созданы пруды (село Зайцы). Долина в среднем течении реки изрезана оврагами и промоинами. Пойма вне населённых пунктов занята заболоченными участками и лесами.
Притоки: нет крупных.
Населённые пункты на реке (от истока к устью): Зайцы, Киенка.